# بیت‌العدل اعظم

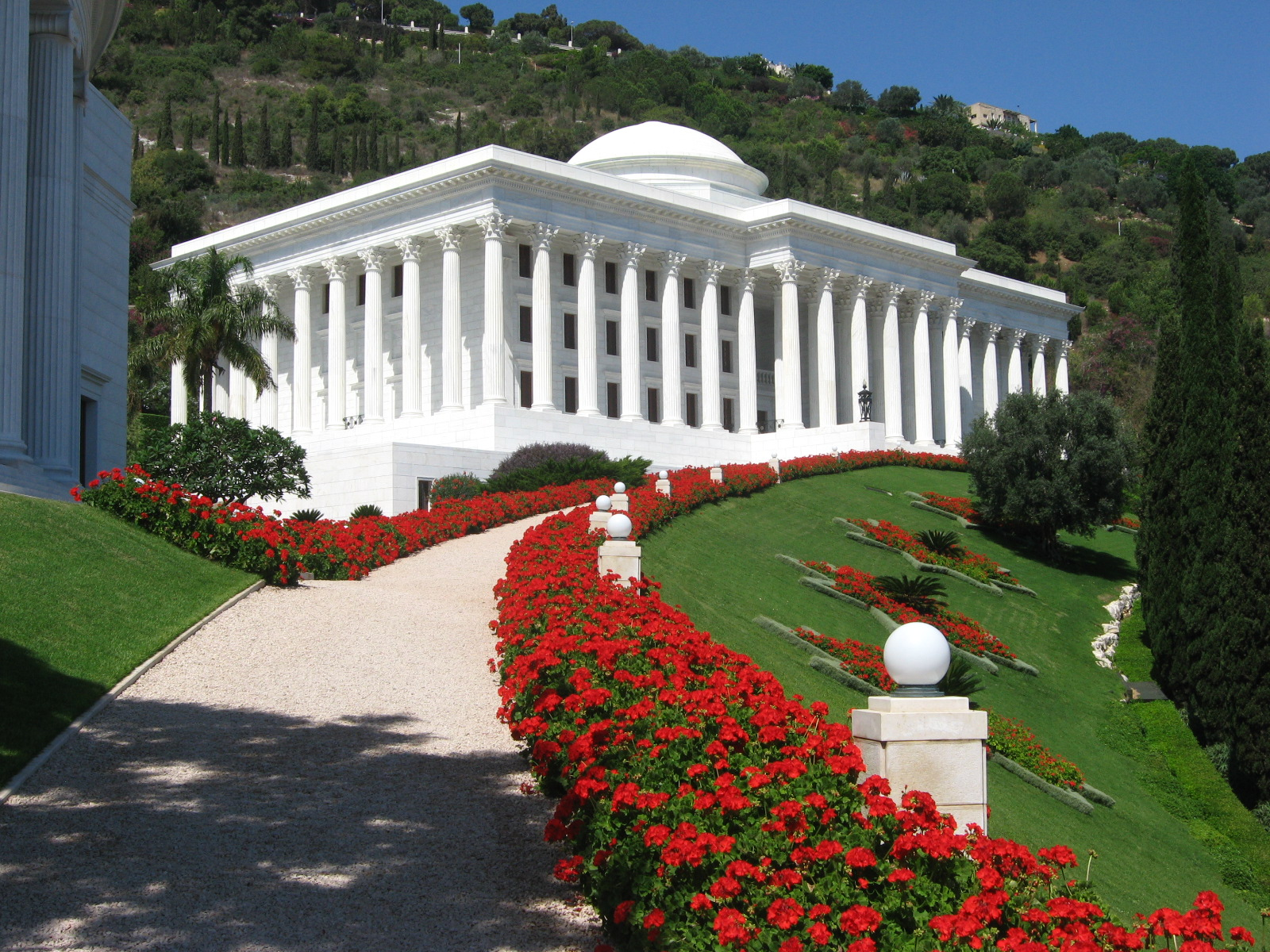
ساختمان بیت‌العدل اعظم واقع بر کوه کَرمِل در حَیفا

بیت‌العدل اعظم (به انگلیسی: Universal House of Justice) شورای بین‌المللی و بالاترین مقام تصمیم‌گیری در آئین بهائی است. این مجمع متشکل از ۹ نفر است که اعضای آن هر ۵ سال یک بار توسط اعضای تمامی محفل‌های ملی بهائی سراسر جهان انتخاب می‌شوند. نخستین انتخابات بیت‌العدل اعظم در سال ۱۹۶۳ برگزار شد. محل این مؤسسه واقع بر دامنه کوه کَرمِل در بندر حَیفا است که بهاءالله این مکان را در سال ۱۸۹۰ میلادی و در طی لوح کَرمِل انتخاب کرده بود.

## تاریخچه

اعضای نخستین بیت‌العدل اعظم که در سال ۱۹۶۳ تشکیل شد.

بهاءالله، بنیان‌گذار آئین بهائی، در کتاب اقدس (کتاب احکام خود) تأسیس بیت‌العدل را وضع کرده‌است. در این کتاب و سایر آثار بهاءالله توضیحات بسیاری درباره بیت‌العدل داده شده‌است. بهاءالله به بیت‌العدل اعظم مرجعیت و اقتدار داد تا در تمامی مواردی که به صراحت در آثار بهائی تعیین نشده تشریع (قانون‌گذاری) کند. عبدالبهاء، پسر ارشد و جانشین بهاءالله، در وصیت‌نامه خود با نام الواح وصایا بر اختیارات و مرجعیت بیت‌العدل اعظم تأکید نمود و توضیحات بیشتری در ارتباط با تأسیس و عملکرد این جمع و نحوه انتخاب آن ارائه داد.
شوقی افندی، جانشین عبدالبهاء، تأسیس بیت‌العدل اعظم را در صدر کارهای خود قرار داد و در دورانی که مسئولیت اداره جامعه بهائی را به عهده داشت به تقویت و گسترش نظام اداری بهائی پرداخت تا آمادگی لازم برای انتخابات و تشکیل بیت‌العدل اعظم در جامعه ایجاد شود. شوقی افندی در سال ۱۹۵۱ افرادی را به عضویت در جمعی به نام شورای بین‌المللی بهائی انتصاب کرد. به گفته او تشکیل این شورا طلایه تشکیل بیت‌العدل اعظم بود.
شوقی افندی در سال ۱۹۵۷ درگذشت. او فرزندی نداشت و وصیت‌نامه‌ای از خود برجای نگذاشته بود که در آن فردی را به عنوان جانشین معرفی کرده باشد. پس از مرگ شوقی افندی، گروهی از بهائیان برجسته که از طرف شوقی افندی با عنوان ایادی امرالله تعیین شده بودند و در آخرین نامه عمومی شوقی افندی وظیفه حراست از امر بهائی به آن‌ها سپرده شده بود در بیانیه‌ای که به امضای تمامی ۲۷ نفر آن‌ها رسید تأیید کردند که شوقی افندی جانشینی برای خود تعیین نکرده‌است و آن‌ها به‌طور موقت و تا برگزاری انتخابات و تشکیل بیت‌العدل اعظم، وظیفه اداره جامعه بهائی را بر اساس هدایت‌های شوقی افندی بر عهده می‌گیرند.
تصمیم ایادیان امرالله با حمایت و استقبال بهائیان سراسر جهان مواجه شد و ایادیان امرالله از ۱۹۵۷ تا ۱۹۶۳ اداره جامعه بهائی را در دست داشتند. پیش‌بینی این دوره ۶ ساله و مدیریت جامعه بهائی توسط ایادیان امرالله در کتاب اقدس آمده‌است.
ایادیان امرالله در این مدت ترتیبات برگزاری انتخابات بیت‌العدل اعظم را فراهم کردند، از جمله در نوامبر ۱۹۵۹ اعلام کردند که در سال ۱۹۶۱ شورای بین‌المللی بهائی از یک هیئت انتصابی به یک هیئت انتخابی تغییر خواهد یافت و اعضای آن توسط محفل‌های ملی و منطقه‌ای موجود در جهان انتخاب خواهند شد. در نهایت در ۱ آوریل ۱۹۶۳ نخستین انتخابات بیت‌العدل اعظم بر اساس اصول و شیوه‌ای که شوقی افندی و عبدالبهاء توصیف و تشریح کرده بودند برگزار شد و با رأی اعضای ۵۶ محفل روحانی ملی که در آن زمان در دنیا وجود داشتند اولین بیت‌العدل اعظم تشکیل شد.
بیت‌العدل اعظم در اکتبر ۱۹۶۳ اعلان کرد که تعیین ولی امرالله غیرممکن است. با تشکیل بیت‌العدل اعظم شورای بین‌المللی بهائی به فعالیت خود پایان داد. از آن زمان تا حال بیت‌العدل اعظم در مقام هیئت حاکمه جهانی دیانت بهائی به فعالیت مشغول است.

## اختیارات و وظایف
بیت‌العدل اعظم بالاترین نهاد قانون‌گذاری آئین بهائی است. وظایف اصلی و کلی این جمع صیانت امرالله و اداره امور است. مرجع اصلی کلیه امور در آئین بهائی، کتاب اقدس ام‌الکتاب این آئین است. هر موضوعی که در آثار بهائی به صراحت به آن پرداخته نشده باشد، بیت‌العدل اعظم این اختیار را دارد که راجع به آن تصمیم‌گیری و قانون‌گذاری کند. بهاءالله شارع آئین بهائی، در این مورد می‌گوید: «چونکه هر روز را امری و هر حین را حکمی مقتضی، امور به وزراء بیت‌العدل راجع تا آنچه مصلحت وقت دانند معمول دارند».
در آثار بهائی اعضای بیت‌العدل اعظم که از طریق انتخابات تعیین می‌شوند با عباراتی چون امینان خداوند در میان بندگانش و مردان عدالت توصیف می‌شوند. در متون بهائی ذکر شده آن‌ها باید مظهر تقوا و سرچشمه علم و دانایی و خیرخواه تمامی نوع بشر باشند.
در میان برخی از وظایفی که بهاءالله برای بیت‌العدل اعظم تعیین کرده می‌توان به مواردی همچون تعلیم و تربیت معنوی انسان‌ها، ایجاد رفاه، آموزش کودکان، مراقبت از ضعیفان و فقرا اشاره کرد. از دیگر وظایف بیت‌العدل اعظم ترویج صلح جهانی است. بر اساس آثار بهائی، این هیئت باید برای پایداری و حفاظت از مقام دین تلاش کند و در راه تعلیم و تربیت مردم، توسعه و آبادی ملت‌ها و حفاظت از شرافت انسان‌ها بکوشد.
بیت‌العدل اعظم در سال ۱۹۷۲ میلادی اساس‌نامه خود را تنظیم کرد و در آن جنبه‌های مختلف نحوه عملکرد و اختیارات و وظایف را خود مشخص نمود. بر مبنای این اساس‌نامه این وظایف و اختیارات را می‌توان به صورت زیر خلاصه کرد: اداره امور جامعه بهائی در سطح جهانی، هدایت، سازماندهی و هماهنگ‌سازی فعالیت‌های بهائی در سطح جهانی، محافظت از متون بهائی، محافظت از جامعه بهائی در برابر آزار و اذیت و سرکوب؛ انتشار آئین بهائی، گسترش و تقویت نظم اداری بهائی؛ ترویج خصلت‌های معنوی در جامعه بهائی و دوستی و صلح میان ملت‌ها؛ پیاده‌سازی، لغو یا تغییر آن دسته از دستورها و احکام که به وضوح در متون بهائی مطرح نشده‌است؛ تضمین حقوق، آزادی و اقدامات افراد؛ به‌کار بستن اصول و احکام بهائی؛ هدایت و هماهنگی فعالیت‌های بهائیان در سراسر جهان.
بهاءالله و عبدالبهاء در آثار و متون بهائی تأکید کرده‌اند که بیت‌العدل اعظم تحت حمایت و مراقبت بهاءالله خواهد بود و بیت‌العدل اعظم با الهام و تأیید الهی تصمیم‌گیری و وضع حکم می‌کند و تصمیمات آن عاری از خطا هستند و منشأ خیر خواهند بود. برای بهائیان پیروی از تصمیمات بیت‌العدل اعظم واجب است. در آئین بهائی طبقه روحانیون و مجتهدان دینی وجود ندارد و هیچ‌کدام از اعضای بیت‌العدل اعظم به تنهایی دارای مقام ویژه یا مرجعیت و اقتدار نیستند. مرجعیت و اقتدار در آئین بهائی منحصراً در اختیار مؤسسات و شوراهایی است که به صورت جمعی تصمیم‌گیری می‌کنند ولی تک‌تک افراد عضو این شوراها مرجعیت و امتیازی ندارند.

## انتخابات
اولین انتخابات اعضای بیت‌العدل در سال ۱۹۶۳ انجام گرفت و بعد از آن هر ۵ سال تکرار می‌شود. انتخابات بیت‌العدل اعظم به‌طور معمول با برگزاری کانونشن بین‌المللی بهائی و مقارن با عید رضوان (۱ تا ۱۲ اردیبهشت ماه) صورت می‌گیرد. هدف این گردهمایی که چند روز به طول می‌کشد علاوه بر انتخاب بیت‌العدل اعظم، تأمل و مشورت درباره امور جامعه بهائی در سراسر جهان است. جدیدترین انتخابات بیت‌العدل اعظم با برگزاری دوازدهمین کانونشن بین‌المللی بهائی در آوریل ۲۰۱۸ مطابق با اردیبهشت ۱۳۹۷ انجام گرفت. در این گردهمایی حدود ۱۳۰۰ عضو از بیش از ۱۶۰ محفل ملی از سراسر جهان حضور داشتند.
اعضای بیت‌العدل اعظم توسط رأی محفل‌های ملی بهائیان سراسر جهان انتخاب می‌شوند. انتخابات بهائی به شیوه‌ای دور از رقابت و تفرقه برگزار می‌شود. طبق احکام منصوص آئین بهائی، در انتخاب مؤسسات بهائی از جمله انتخابات بیت‌العدل اعظم هرگونه تبلیغات، کاندیداتوری، نامزد شدن و نامزد کردن، حزب‌گرایی، و مبارزات و کمپین‌های انتخاباتی مطلقاً ممنوع است. هر کدام از رأی‌دهندگان در حالت دعا و توجه و با در نظر گرفتن معیارهای اخلاقی و معنوی مطرح در آثار بهائی، به حکم وجدان خود شایسته‌ترین افراد را برای عضویت در این مؤسسه انتخاب می‌کنند.
در تمامی انتخابات بهائی، در سطح محلی، ملی و بین‌المللی، رأی‌دهندگان نام افراد مورد نظر خود را روی برگه رأی می‌نویسند. رأی‌گیری از طریق برگه رأی مخفی است یعنی کسی از رأی دیگران اطلاع ندارد. این موضوع باعث می‌شود که رأی‌دهندگان بتوانند آزادانه و فارغ از فشارهای بیرونی به هر آن‌که خود دوست دارند رأی دهند. در نهایت ۹ نفری که بالاترین رأی را بیاورند انتخاب می‌شوند. عضویت در بیت‌العدل اعظم منحصر به مردان است. برابری جنسیتی در بهائیت یکی از اصول اساسی آئین بهائی است. منابع بهائی بیان می‌کنند از آن‌جایی که آثار بهائی سرشار از بیانات روشن و صریح درباره برابری زنان و مردان است، مسله عضویت مردان در بیت‌العدل اعظم نمی‌تواند به‌عنوان نشانه‌ای از برتری مردان بر زنان در نظر گرفته شود.

## گوشه‌ای از فعالیت‌ها

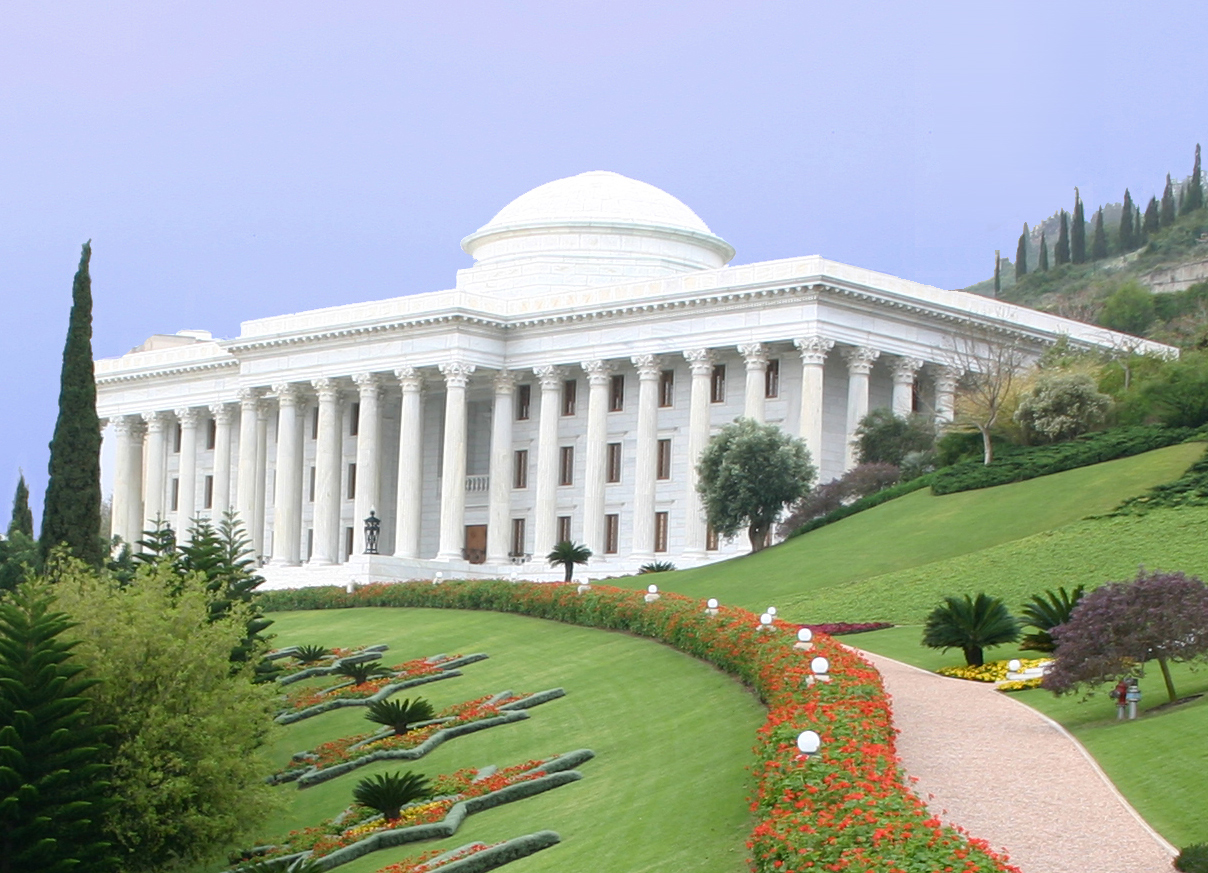
نمایی دیگر از ساختمان بیت‌العدل اعظم در حَیفا، اسرائیل

بیت‌العدل اعظم شورای حاکمه بین‌المللی جامعه بهائی و بالاترین مؤسسه نظام اداری بهائی است و وظیفه پیشرفت جامعه بهائی و حفظ وحدت آن بر عهده این مؤسسه است.
بیت‌العدل اعظم از زمان تأسیس، شیوه شوقی افندی را برای رشد و توسعه آئین بهائی از طریق پیاده‌سازی برنامه‌های جهانی ادامه داده‌است.
بیت‌العدل اعظم هدایت‌های خود را در قالب پیام‌هایی در اختیار مؤسسات و افراد قرار می‌دهد. نمونه‌ای از پیام‌های این مؤسسه به شرح ذیل است:

«ای دوستان باوفا، در این هنگام که پهنه گیتی دست‌خوش هرج و مرج و آشفتگی و بی‌ثباتی است و نظام سیاسی و اقتصادی و اجتماعی جهان هر روز بیشتر متزلزل و بی‌فرمان،‌ و در حالی که عالمیان درگیر مَشاکِل و مَشَقّات‌ مختلف‌اند و مردمان با دردهای بی‌درمان دست به گریبان، و در زمانی که ناامیدی و عدم اطمینان به آینده و گسستگی پیوندهای اعتماد عمومی به بحرانی فراگیر به ویژه در میان بسیاری از جوانان جهان انجامیده، اهل بهاء در سراسر دنیا گرچه خود نیز در معرض برخی از همان مَشاکِل و مَشَقّات‌اند، با تصمیم و عزم راسخ به کمک به پایه‌گذاری اجتماعی نوین مشغول‌اند و همّت و تلاش خویش را به بروز هر چه بیشتر قوای عظیمه‌ای که در هویّت امر الهی برای بنای اجتماع موجود است معطوف می‌دارند و فرایند یادگیری شکوه‌مندی را که در آن جمیع اقوام و ملل دنیا شریک و سهیم‌اند پی‌می‌گیرند و برای مساعدت و مشارکت در این فرایند مُشَوِق همگان‌اند و آماده به همکاری با آنان. از آنجا که نهاد خانواده به مَثابه شالوده و سنگ زاویه برای اجتماع است، آستانۀ نوروز را فرصتی مُغتَنَم شمردیم تا ستایندگان اسم اعظم در سراسر عالم را با پیامی در این باره مخاطب قرار دهیم. در آن مرقومه در ارتباط با اهمّیّت حیات بهائی و روابط خانوادگی و ازدواج بهائی نکاتی را یادآور شده‌ایم و جمیع را تشویق نموده‌ایم تا در تأثیرات تعالیم الهی بر پیشرفت نهاد خانواده و نتایج چشمگیری که این پیشرفت برای ترقّی و تعالی اجتماع در پی دارد تأمّل نمایند. امیدواریم که این مطلب مورد توجّه و ژرف‌نگری پیروان جمال جانان در اقلیم مقدّس ایران نیز واقع گردد».
تحت نظارت بیت‌العدل اعظم معبد بهائی (مشرق‌الاذکار) قاره‌ای اروپا در فرانکفورت، آلمان که ساخت آن در زمان شوقی افندی آغاز شده بود تکمیل شد (۱۹۶۴ میلادی) و پس از آن معبد بهائی قاره‌ای آمریکای مرکزی در پاناما (۱۹۷۲ میلادی)، معبد قاره‌ای اقیانوسیه در ساموآی غربی (۱۹۸۴)، معبد قاره‌ای آسیا در هندوستان (۱۹۸۶) و معبد قاره‌ای آمریکای جنوبی در شیلی (۲۰۱۶) راه‌اندازی شدند. در اردیبهشت سال ۱۳۹۱ (آوریل ۲۰۱۲)، بیت‌العدل اعظم برنامه ساخت دو معبد ملّی بهائی (در جمهوری دموکراتیک کنگو و پاپوآ گینه نو) و ۵ معبد محلی (باتامبانگ در کامبوج، بیهار شریف در هندوستان، ماتوندا سوی در کنیا، نورته دل کائوکا در کلمبیا و تانا در وانواتو) را اعلام کرد. معبد بهائی محلی باتامبانگ در کامبوج سپتامبر ۲۰۱۷ (شهریور ۱۳۹۶) بازگشایی شد و معبد بهائی محلی نورته دل کائوکا در کلمبیا ۲۲ ژوئیه ۲۰۱۸ (مرداد ۱۳۹۷) بازگشایی شد.
از زمان تشکیل بیت‌العدل اعظم همچنین اقداماتی زیر نظر این مؤسسه، در زمینه‌هایی همچون حقوق بشر، رفاه جهانی و پیشرفت زنان صورت گرفته‌است و بهائیان در سازمان ملل، در مجامع بین‌المللی و در انواع فضاهای اجتماعی گوناگون در سطوح ملی و محلی در مباحثات مرتبط با موضوعات مورد توجه اجتماع مشارکت می‌کنند. بیت‌العدل اعظم، برای مشارکت در گفتمان بین‌المللی صلح، در سال ۱۳۶۴ (۱۹۸۵ میلادی) بیانیه‌ای خطاب به مردم سراسر جهان با عنوان «وعده صلح جهانی» نوشت و پیش‌نیازهای اساسی برای برقراری صلح و رفاه جهانی را در آن مطرح کرد. در سال ۱۳۸۱ (۲۰۰۲ میلادی)، بیت‌العدل اعظم در پاسخ به موج رو به افزایش تعصبات دینی، نامه‌ای به رهبران ادیان جهان نوشته و بر لزوم پذیرش اصل یگانگیِ ادیان به‌عنوان پیش‌نیازی برای صلح تأکید کرد و خواستار رفع تعصبات دینی و گفتگویی جدید درباره جنبش‌های همکاری بین ادیان و نقش دین در اجتماع شد.
بیت‌العدل اعظم همچنین همانند شوقی افندی چندین کنفرانس بین‌المللی بهائی برگزار کرده‌است. برای تجلیل از بهاءاللّه و به مناسبت بزرگداشت صدمین سالگرد درگذشت او، بازه زمانی ۱ اردیبهشت ۱۳۷۱ تا ۳۱ فروردین ۱۳۷۲ (۲۱ آوریل ۱۹۹۲ تا ۲۰ آوریل ۱۹۹۳ میلادی) با عنوان سال مقدّس نام‌گذاری شد. و به این مناسبت مراسم یادبودی در محوطه آرامگاه بهاءالله با حضور نزدیک به ۳۰۰۰ بهائی به نمایندگی از تمامی جوامع ملی بهائی برگزار شد. در همان سال، دومین کنگره جهانی بهائی در شهر نیویورک با حضور نزدیک به ۲۷ هزار بهائی از سراسر جهان برپا شد.
بیت‌العدل اعظم همچنین به توسعه مرکز جهانی اداری و روحانی آئین بهائی توجه دارد و کار حفاظت و زیباسازی آرامگاه‌های بهاءاللّه، باب و سایر اماکن تاریخی بهائی در حَیفا و عَکّا را که از زمان عبدالبهاء آغاز شده ادامه می‌دهد. بیت‌العدل اعظم در سال ۱۳۶۲ ه‍.ش (۱۹۸۳ میلادی) به ساختمان دائمی خود (دارالتشریع) در کوه کَرمِل نقل مکان کرد. در سال ۲۰۰۱، با افتتاح ساختمان دارالتبلیغ بین‌المللی، ساختمان‌های اداری اطراف ساختمان بیت‌العدل اعظم تکمیل شد. پروژه دیگری که در سال ۲۰۰۱ تکمیل شد ساخت ۱۹ طبقه باغ در بالا و پایین آرامگاه باب در کوه کَرمِل بود.
بیت‌العدل اعظم در نوامبر ۱۹۶۴ اعلام کرد که دیگر راهی برای انتصاب ایادیان امرالله وجود ندارد و برای تداوم کارکرد ایادیان در آینده، دو مؤسسه دارالتبلیغ بین‌المللی (تأسیس ۱۹۷۳) و هیئت مشاوران قاره‌ای (۱۹۶۸) را تأسیس کرد. این دو مؤسسه هر کدام وظایفی مشابه وظایف ایادیان امرالله در قاره‌های مختلف و در مرکز جهانی بهائی به عهده گرفتند.
یکی از اهداف بیت‌العدل اعظم تشویق بهائیان سراسر جهان به درک فهم عمیق‌تری نسبت به اعتقادات و اصول بهائی بوده‌است. در این راستا، بیت‌العدل اعظم علاوه بر نگارش پیام‌ها و نامه‌هایی با موضوعات مختلف، مجموعه‌هایی از آثار بهائی پیرامون موضوعات مختلف را گردآوری کرده و به انتشار رسانده‌است. از جمله مجموعه آثار با موضوعاتی همچون ازدواج، حیات خانواده، حفاظت از محیط زیست، مشورت، نظم اداری، دعا و نیایش، هنر، موسیقی، تعلیم و تربیت و … همچنین ترجمه آثار باب، بهاءالله و عبدالبهاء تحت نظارت بیت‌العدل اعظم صورت گرفته‌است از جمله ترجمه کتاب اقدس به انگلیسی، کتاب احکام بهاءالله، که در سال ۱۹۹۲ به انتشار رسید. بیت‌العدل اعظم همچنین به نگهداری و محافظت از اصل آثار بهائی و آرشیو و رده‌بندی تمامی آثار و نامه‌های بهاءالله، عبدالبهاء و شوقی افندی اهتمام دارد و به این منظور یک دپارتمان تحقیق و آرشیو در حَیفا تأسیس کرده‌است.
بیت‌العدل اعظم همچنین تأکید زیادی بر تغییرات و رشد کیفی در حیات جامعه بهائی داشته‌است از جمله تشویق به سوادآموزی، ترویج آموزش و پرورش، تقویت نقش زنان و جوانان در جامعه، پرورش حیات خانواده، ترتیب دادن کلاس‌های آموزشی برای کودکان، توسعه اقتصادی و اجتماعی و …